# Per Svensson (journalist)
Per Åke Svensson, född 1 augusti 1956 i Ljungby församling utanför Kalmar, död 5 juli 2025 i Lilla Isie distrikt i Trelleborgs kommun, var en svensk journalist och författare. Han var medarbetare i Dagens Nyheter och var 2018–2019 tidningens politiske redaktör och chef för ledarsidan.

## Biografi
Svensson växte upp i Täby och studerade vid Stockholms universitet, Lunds universitet och Journalisthögskolan i Stockholm. Han var sedan tidigt 1980-tal bosatt i Skåne och bodde sist i Böste läge.
På 1990-talet var han tidvis verksam som frilans och medarbetade bland annat i Månadsjournalen och Moderna Tider. Han var också kulturskribent och reporter på Expressen, där han totalt arbetade under mer än 20 år. Under 2001–2002 var Svensson chefredaktör för Kvällsposten, innan han 2002–2008 var Expressens kulturchef. Han var senare ”senior columnist” på Sydsvenska Dagbladets kultursida innan han började arbeta för Dagens Nyheter.
Svensson belönades med Stora Journalistpriset 1997. Samma år nominerades hans bok Storstugan eller När förorten kom till byn till Augustpriset. 2012 fick Svensson Dagens Nyheters kritikerpris Lagercrantzen och 2013 tilldelades han Jolopriset. 2014 utsågs Svensson till hedersdoktor vid Fakulteten för lärande och samhälle vid dåvarande Malmö högskola. År 2023 utkom han med biografin Zorn – ett liv, en tid, om Anders Zorn, för vilken han tilldelades Augustpriset i fackboksklassen.

### Familj
Per Svensson var gift med litteraturvetaren Ann-Sofi Ljung Svensson. De fick tre barn, däribland författaren Amanda Svensson.